# Гуссаго
Гуссаго, Ґуссаґо (італ. Gussago) — муніципалітет в Італії, у регіоні Ломбардія, провінція Брешія.
Гуссаго розташоване на відстані близько 460 км на північний захід від Рима, 80 км на схід від Мілана, 12 км на північний захід від Брешії.
Населення — 16 786 осіб (2014).
Щорічний фестиваль відбувається 15 серпня. Покровителька — Богородиця Небовзята.

## Демографія
Населення за роками:

Станом на 1 січня 2023 року в муніципалітеті офіційно проживало 1395 іноземців з 70 країн, серед них 277 громадян країн Євросоюзу та 88 громадян України.

## Сусідні муніципалітети
- Брешія
- Бріоне
- Кастеньято
- Челлатіка
- Кончезіо
- Оме
- Роденго-Саяно
- Ронкаделле
- Вілла-Карчина